# Plateau de Champagnier
Le plateau de Champagnier est un petit plateau de France situé en Isère, au sud de Grenoble, entre le Grésivaudan au nord et la vallée du Drac à l'ouest et au sud, adossé à la chaîne de Belledonne à l'est. Situé à une altitude moyenne de 380 mètres soit un peu plus de cent mètres au-dessus des vallées environnantes, il est une ancienne moraine des glaciers de l'Isère et de la Romanche formée au moment des glaciations du Quaternaire.
Les villages de Champagnier et de Jarrie sont situés sur le plateau, accessible depuis Échirolles et le Pont-de-Claix au nord-ouest, Eybens et Herbeys au nord-est et Basse-Jarrie au sud. En son centre se trouve la réserve naturelle régionale de l'étang de Haute-Jarrie et à ses pieds se trouvent les plateformes chimiques de Pont-de-Claix à l'ouest et de Basse-Jarrie au sud.
C'est sur ce plateau que se déroula la bataille de Jarrie en 1587 entre protestants et catholiques faisant 1 850 morts. 

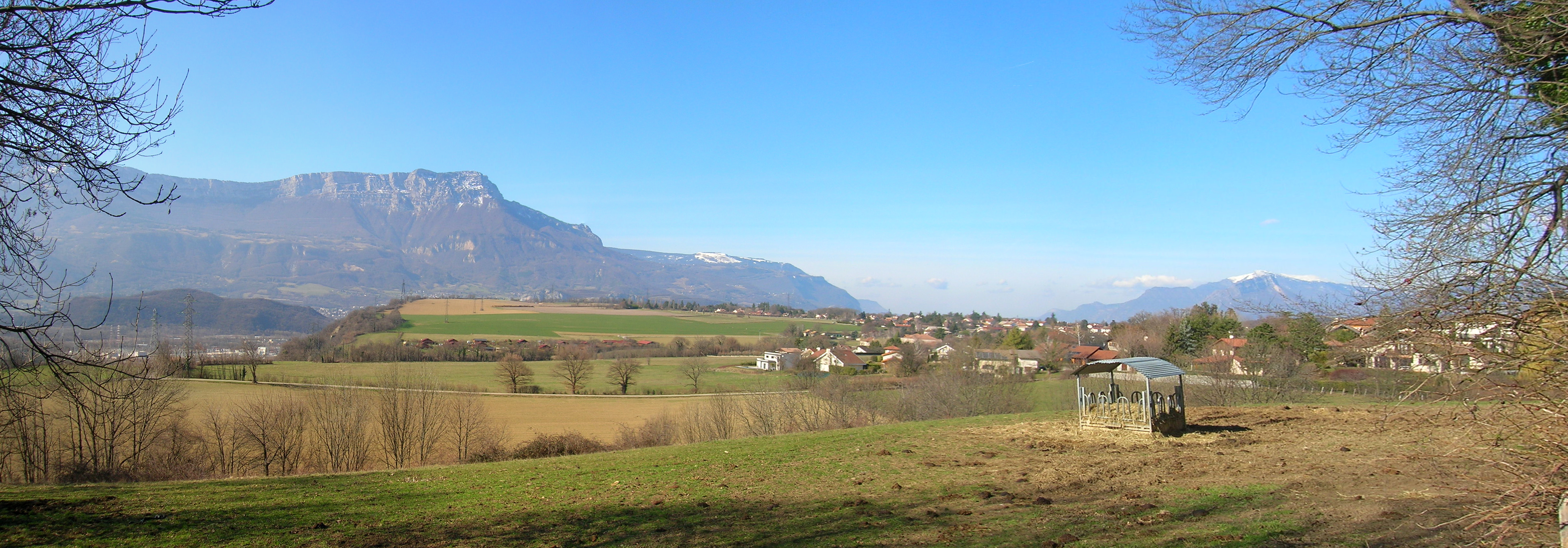
Vue de Champagnier et de son plateau avec en arrière-plan les massifs du Vercors (à gauche) et celui de la Chartreuse (à droite).

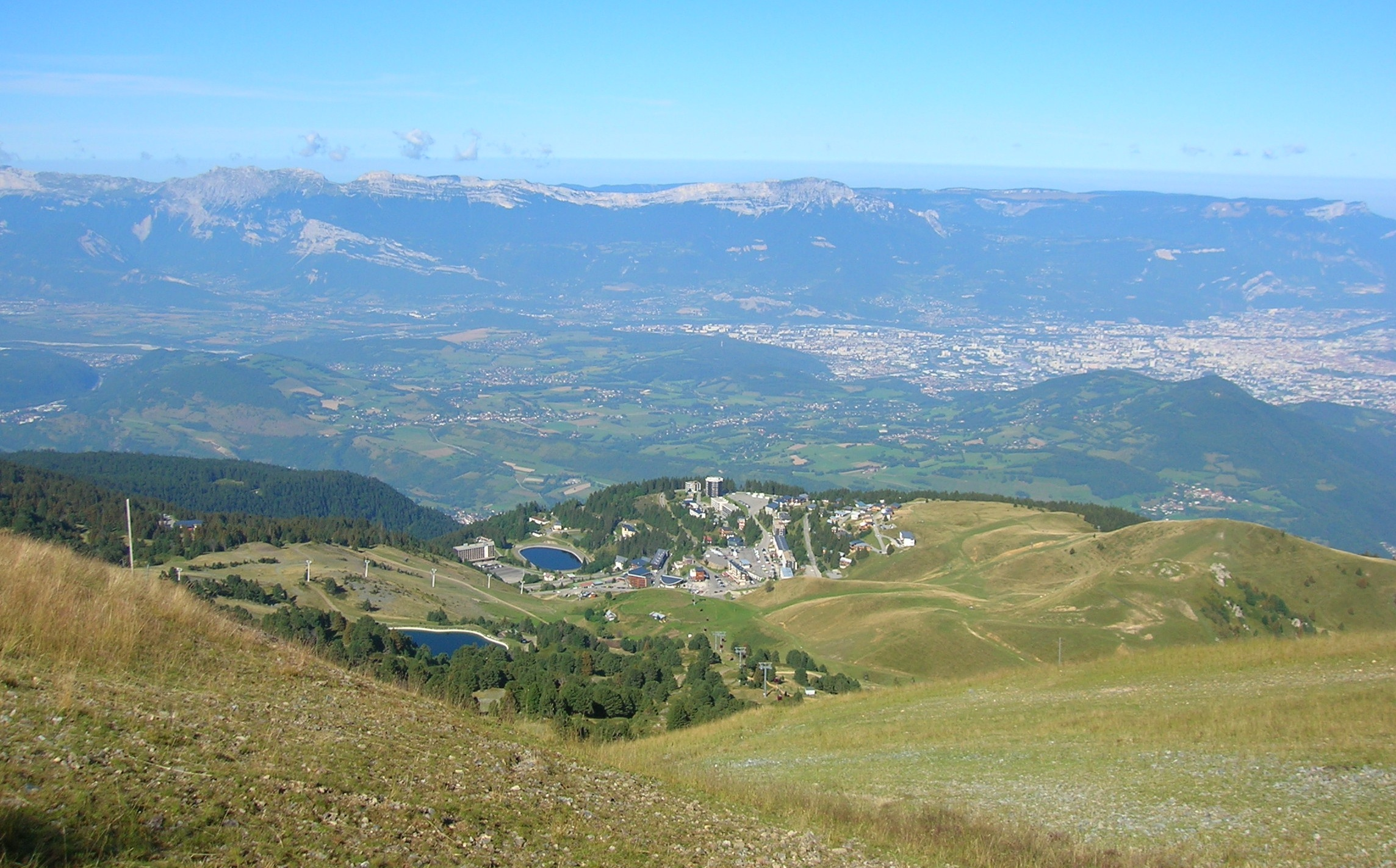
Vue en plongée depuis Chamrousse (premier plan) du plateau de Champagnier (second plan), de l'agglomération grenobloise (troisième plan à droite) et du massif du Vercors (dernier plan).